# Stavciînți, Hmelnîțkîi
Stavciînți (în ucraineană Ставчинці) este localitatea de reședință a comunei Stavciînți din raionul Hmelnîțkîi, regiunea Hmelnîțkîi, Ucraina.

## Demografie
Componența lingvistică a localității Stavciînți
     Ucraineană (98,97%)
     Rusă (1,03%)
Conform recensământului din 2001, majoritatea populației localității Stavciînți era vorbitoare de ucraineană (98,97%), existând în minoritate și vorbitori de rusă (1,03%).